# Renate Fuhrmann
Renate Fuhrmann (* 1942 in Neustettin, Provinz Pommern) ist eine deutsche Schauspielerin und Theaterregisseurin.

## Leben
Renate Fuhrmann kam nach Flucht und Vertreibung aus den deutschen Ostgebieten mit ihrer Mutter zunächst in ein Internierungslager in Dänemark und 1945 nach Schleswig-Holstein. Sie legte in Hamburg, wo ihre Familie, in der zuvor kein Familienmitglied einen künstlerischen Beruf ausgeübt hatte, eine neue Heimat fand, das Abitur ab und erhielt dort auch ihre Schauspielausbildung an der Hochschule für Musik und Darstellende Kunst.
Ihre ersten Bühnenengagements hatte sie zwischen 1965 und 1971 am Thalia Theater Hamburg, am Deutschen Schauspielhaus Hamburg und am Staatstheater Braunschweig.
Von 1971 bis 2009 war sie für insgesamt 37 Spielzeiten festes Ensemblemitglied am Schauspiel Köln, wo sie in über 140 Premieren mitwirkte und u. a. mit den Regisseuren Hansgünther Heyme, Roberto Ciulli, Ernst Wendt, George Tabori, Martin Fried, Christoph Nel, Frank-Patrick Steckel, Thomas Bischoff und Günter Krämer arbeitete. Fuhrmann spielte am Schauspiel Köln zahlreiche Rollen des klassischen und modernen Bühnenrepertoires in Stücken, die von William Shakespeare bis zu Edward Bond und Werner Schwab reichten.
Nach ihrem altersbedingten Ausscheiden am Kölner Schauspiel war sie als freie Schauspielerin tätig. Von 2009 bis 2011 trat sie am Theater der Keller in Köln als ältere Hannah Arendt in der Produktion Die Banalität der Liebe (Regie: Heinz Simon Keller) auf. 2011 spielte sie im NS-Dokumentationszentrum der Stadt Köln im Theaterprojekt Der Schmerz nach Marguerite Duras (Regie: Heinz Simon Keller), das mit dem Kurt Hackenberg-Preis der Stadt Köln ausgezeichnet wurde.
Ab der Spielzeit 2011/12 arbeitete sie als Schauspielerin und Regisseurin mehrfach am Grenzlandtheater Aachen. Im April 2013 führte sie dort Regie bei der Neuinszenierung von Biografie: Ein Spiel von Max Frisch. Für ihre Darstellung der Maude in einer Bühnenfassung von Harold und Maude (Premiere: Spielzeit 2013//14), in der Johannes Franke ihr Partner als Harold war, wurde sie mit dem Kurt-Sieder-Preis der Stadt Aachen ausgezeichnet. In der Spielzeit 2016/17 spielte sie am Grenzlandtheater Aachen die Hauptrolle der freiheitsliebenden, eigenwilligen und rebellischen 79-jährigen Malerin Alexandra in der deutschsprachigen Erstaufführung von Eric Cobles Stück Herbstrasen.
Zur Spielzeiteröffnung 2019/20 verkörperte sie am Theater der Keller in Köln die Schriftstellerin Irmgard Keun in der Produktion Gilgi – eine von uns.
Fuhrmann arbeitete gelegentlich auch für Film und Fernsehen. Ab 2000 machte sie eine Alterskarriere als Neben- und Kleindarstellerin in verschiedenen TV-Serien. In der ZDF-Krimireihe Marie Brand spielte sie in dem im Januar 2021 erstausgestrahlten Film Marie Brand und die Leichen im Keller die Rolle der Nachbarin und Zeugin Frau Miebach.
Fuhrmann arbeitete auch als Hörspielsprecherin. Sie war Sprecherin im Rundfunk und beim Literaturfestival lit.Cologne und trat mit Gedichtlesungen auf, u. a. mit Texten von Heinrich Heine, Rose Ausländer, Nelly Sachs, Hilde Domin und Paul Celan. Mit dem Kölner Duo „KontraSax“ realisierte sie verschiedene musikalisch-szenisch-literarische Projekte über Elfriede Jelinek, Gertrude Stein, Patricia Highsmith und Herta Müller.
Fuhrmann lebt im Landkreis Neuwied.

## Filmografie
- 1973: Hamburg Transit: Das Abenteuer (Fernsehserie, eine Folge)
- 1982/83: Locker vom Hocker (Fernsehserie, zwei Folgen)
- 1988: Geschichten aus der Heimat (Fernsehserie) Episode: Glück im Ünglück
- 2000: Verbotene Liebe (Fernsehserie, zwei Folgen)
- 2007: Die Familienanwältin: Das Adoptivkind (Fernsehserie, eine Folge)
- 2018: Neo Magazin Royale: Young Böhmermann Spezial (Fernsehserie, eine Folge)
- 2021: Marie Brand und die Leichen im Keller (Fernsehreihe)